# Gaston Albert Gohierre de Longchamps
Gaston Albert Gohierre de Longchamps (1 de marzo de 1842-9 de julio de 1906) fue un matemático francés. Trabajó con Édouard Lucas y Charles Hermite en teoría de números, integrales eulerianas y curvas algabraicas.

## Semblanza
Gohierre de Longchamps nació en 1842 en Alenzón. Estudió en la Escuela Normal Superior de París a partir de 1863, y comenzó una carrera como maestro a partir de 1866. Se retiró del Lycée Saint-Louis, su último puesto docente, en 1897.
Fue editor del Journal de mathématiques élémentaires y de una revista asociada, el Journal de mathématiques spéciales, asumiendo ambas revistas de manos de su fundador, J. Bourget.
Murió en París en 1906.

## Reconocimientos
- De Lonchamps fue miembro de muchas sociedades científicas internacionales, y en 1892 se convirtió en un caballero de la Legión de Honor.[1]

## Eponimia
- El punto de Longchamps de un triángulo lleva su nombre, por su estudio de 1886 que identificó este punto.[2][4]
- La trisectriz de Longchamps también lleva su nombre